# Ginshachia sumatrensis
Ginshachia sumatrensis är en fjärilsart som beskrevs av M.Gaede 1930. Ginshachia sumatrensis ingår i släktet Ginshachia och familjen tandspinnare. Inga underarter finns listade i Catalogue of Life.